# خوليو لوبيز
خوليو لوبيز (بالإسبانية: Julio Lopez)‏ (4 نوفمبر 1978 في تشيلي - ) هو لاعب كرة قدم تشيلي في مركز الهجوم. لعب مع بالي يونايتد وبرسيب باندونغ ونادي أونيفرسيداد دي تشيلي ونادي سانت غالن ونادي فادوتس وPSM Makassar ‏ وPersiba Balikpapan ‏ وPersijap Jepara ‏ وطوروس نيزا وسان لويس دي كويلوتا وPersikabo Bogor ‏ وPSIS Semarang ‏.

## وصلات خارجية
- خوليو لوبيز على موقع قاعدة بيانات كرة القدم.إي يو (الإنجليزية)
- خوليو لوبيز على موقع عالم كرة القدم.نت (الإنجليزية)